# Magnus I. (Norwegen)

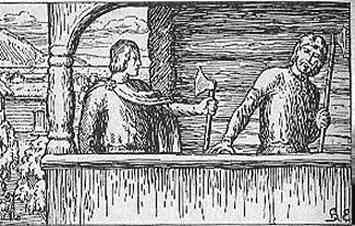
Magnus der Gute und Åsmund Granskjellsson. Zeichnung von Halfdan Egedius

Magnus I., genannt der Gute, (* um 1024; † 25. Oktober 1047) war ab 1035 König von Norwegen und ab 8. Juni 1042 König von Dänemark und regierte beide Länder bis zu seinem Tod im Jahre 1047.

## Leben

### Herkunft
Der uneheliche Sohn des Königs Olaf Haraldsson, des Heiligen, wurde 1035 aus Nowgorod, wo er seit 1028 am Hof des Kiewer Fürsten Jaroslav I. erzogen wurde, von den Adligen, die Jahre zuvor seinen Vater in der Schlacht von Stiklestad getötet hatten, nach Norwegen zurückgeholt und zum König erhoben, nachdem König Knut der Große von Dänemark und England, bisheriger Oberkönig Norwegens, gestorben war. Er wurde nach Carolus Magnus, Karl dem Großen, benannt, was ein Licht auf die Ideale in der Umgebung seines Vaters wirft.

### Politische Situation zur Zeit der Machtergreifung

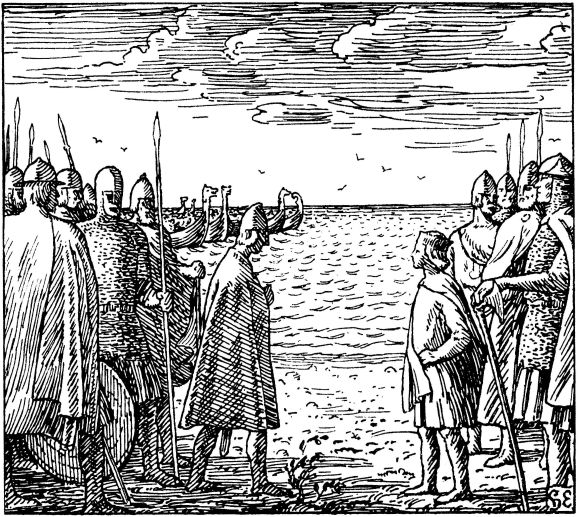
Magnus und Hardeknut treffen sich

Nach der jüngeren Historia Regum, die Symeon von Durham zugeschrieben wird, wurde das Nordseereich Knuts zunächst unter dessen Söhnen Hardeknut aus der kirchlichen Ehe mit Emma von der Normandie, der Witwe Æthelreds, (Dänemark), Harald Harefoot (England) und Sven (Norwegen), beide aus der Friedelehe mit der Angelsächsin Alfiva, geteilt.
Wahrscheinlicher ist die Aussage des vor 1040 in Flandern geschriebenen Encomium Emmae Reginae, wonach der legitime Sohn Hardeknut alleiniger Thronfolger sein sollte. Allerdings konnte sich Hardeknut in England zunächst nicht durchsetzen, da er beim Tode seines Vaters in Dänemark militärisch gebunden war. Diese Abwesenheit soll der Bruder Harald genutzt haben, die Königsmacht in England mit Unterstützung von Leofric von Mercia und seiner Mutter Alfiva an sich zu reißen. Daraufhin kam es zur Teilung Englands, die auch numismatisch belegt ist: Hardeknut bekam den südlichen, Harald den nördlichen Teil. Bald darauf vertrieb Harald jedoch Emma und ließ sich zum König über ganz England krönen.
Sven gelang es nicht, seinen Anspruch auf Norwegen durchzusetzen, sondern wurde samt seiner Mutter aus Norwegen vertrieben.
Die späteren Sagas berichten, es habe einen Vertrag zwischen dem einen Sohn Hardeknut und Magnus gegeben, nach welchem derjenige von beiden, der am längsten lebe, den anderen in der Herrschaft beerben solle. Die zeitgenössischen Quellen (z. B. die Roskilde-Chronik) wissen davon nichts, so dass diese Nachricht wohl nicht den Tatsachen entsprechen dürfte.
Magnus griff hart gegen die Feinde seines Vaters durch und vertrieb Kalv Arnesson zu den Orkneys. Gleichzeitig förderte er kräftig den Kult um seinen Vater. Eine wohl später von ihm in Schleswig geprägte Münze zeigt auf der Rückseite einen König mit einer Axt, Olavs des Heiligen Hauptattribut. Außerdem nahm er einige der umstrittensten Regelungen der Alfiva-Gesetze zurück, die sein Vorgänger Sven erlassen hatte. Snorri führt darauf den Beinamen „der Gute“ zurück.

### Magnus in Dänemark
Fünf Jahre nach dem Tode Knuts wurde Hardeknut, der in Dänemark König war, nachdem sein Bruder Harald überraschend 1040 gestorben war, auch König über England. Zwei Jahre später im Jahre 1042 brach Hardeknut plötzlich auf einer Hochzeit eines seiner Gefolgsleute zusammen und starb bald darauf. Damit löste sich die dänisch-englische Königsherrschaft auf. In England wurde Edward der Bekenner, ein Halbbruder Hardeknuts mütterlicherseits, König.
In Dänemark fand sich kein geeigneter Thronfolger. Damit entfiel erstmals wieder das dänische Oberkönigtum. Dieses Vakuum füllte Magnus aus. Dabei erhielt er große Unterstützung von seiner Stiefmutter Astrid. Seine wirkliche Mutter, Alvhild, die mit Olav in einer Friedelehe gelebt hatte, musste zurückstehen.
In den Jahren 1041/1042 zog Magnus mit einem Heer nach Dänemark, als Hardeknut noch lebte, aber in England gebunden war. Als Hardeknut in England gestorben war, war Magnus also bereits in Dänemark und wurde als König über Dänemark angenommen. Eines Erbvertrages hatte es gar nicht bedurft. Gleichzeitig schloss sich Sven Estridsson, ein Neffe Hardeknuts, Magnus an und wurde sein Jarl. Aber sehr bald ließ sich Sven ebenfalls in Dänemark als König huldigen. Es kam zu kriegerischen Auseinandersetzungen zwischen Sven und Magnus, die Magnus alle gewann. Außerdem war er kriegerisch in der Ostsee präsent. Er griff z. B. Wollin an.
Magnus war also meist in Dänemark. Seine Halbschwester Wulfhild (auch Ulfhilde), Tochter Olavs des Heiligen und seiner Frau Astrid, heiratete 1042 Otto (auch Odulf oder Adulfr hertogi af Brunsvig), den ältesten Sohn Herzog Bernhards II. von Sachsen. Das hing auch damit zusammen, dass zu dieser Zeit die Wenden Dänemark immer wieder im Süden angriffen. Möglicherweise bestand eine gewisse Verbindung zwischen Sven Estridsson und dem wendischen Fürsten Ratibor. Nach Adam von Bremen soll zwischen den Bischöfen Adalbrand von Bremen, Thietmar von Hildesheim, Ratolf von Schleswig und Herzog Bernhard II. in Schleswig eine Unterredung zu diesem Problem stattgefunden haben, bei deren Gelegenheit auch die Heirat Ottos mit der Halbschwester von Magnus vereinbart worden sei. Die Unterredung könnte 1042 stattgefunden haben. Als König von Dänemark musste er die wendische Bedrohung abwehren.

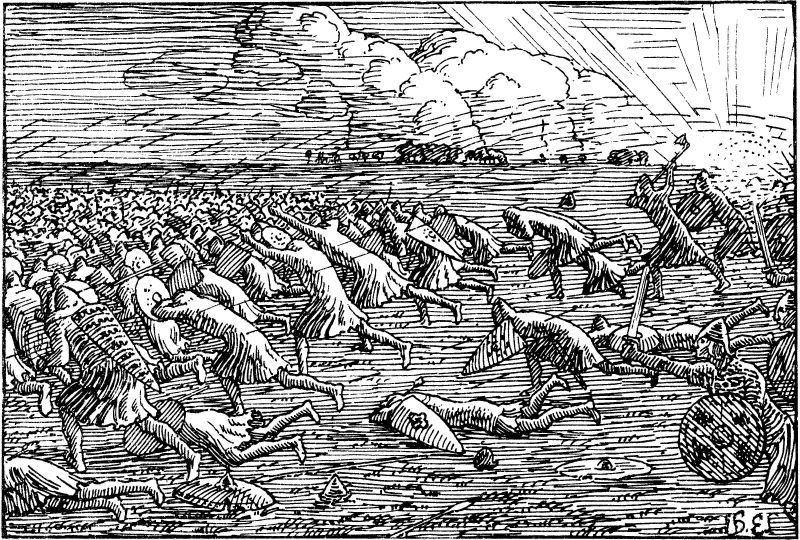
Schlacht auf der Lürschauer Heide bei Schleswig.

Der dänische Jarl Harold war von Otto getötet worden, wohl deshalb, weil er von seiner Familie her ebenfalls Anspruch auf die Königsherrschaft in Dänemark hätte erheben können. Die Dänen töteten nach Adam von Bremen den Slawenherzog Ratibor. Seine acht Söhne versuchten, ihn zu rächen, wurden aber ebenfalls getötet. Daraufhin versammelten die Winuler ein großes Heer und drangen plündernd bis Ribe vor. Magnus fuhr von Schonen kommend, wohin er Sven verfolgt hatte, mit seiner Flotte nach Haithabu und besiegte im September 1043 die Wenden bei Schleswig in offener Feldschlacht (man nennt sie die Schlacht auf der Lürschauer Heide), wobei ihn nach anderen Quellen sein Schwager Otto tatkräftig unterstützt haben soll. Saxo Grammaticus führt den Beinamen „der Gute“ auf diesen Sieg zurück.

### Magnus erhebt Anspruch auf England
Als dänischer König erhob Magnus als Nachfolger Sven Gabelbarts und Knuts des Großen auch Anspruch auf das englische Königtum und soll von Edward dem Bekenner eine Unterwerfungserklärung verlangt haben. Diese Drohung, möglicherweise kriegerisch nach England zu fahren, wurde offenbar ernst genommen, denn englische Quellen (Angelsächsische Chronik) berichten davon, dass Edward 1044 vorsorglich eine Flotte bei Sandwich sammelte, um Magnus Widerstand zu leisten. Das Gleiche tat er mit einem gewaltigen Heer im nächsten Jahr an der gleichen Stelle. Nach den Sagaverfassern endete die Sache friedlich, indem Edward darauf hinwies, dass er wie Magnus von Bischöfen gesalbt sei und er sich nicht unterwerfen werde, weshalb Magnus ihn schon töten müsse, wovon Magnus aber gottesfürchtig Abstand genommen habe.

### Harald Sigurdssons Rückkehr
1045 kam sein Onkel Harald Sigurdsson goldbeladen aus Byzanz zurück, wo er in kaiserlichen Diensten gestanden hatte. Die Auseinandersetzungen mit Sven Estridsson 1044 und diese neue Situation 1045 ließen ihn offenbar von einem Feldzug nach England Abstand nehmen. Harald erhob als Bruder Olavs des Heiligen Anspruch auf das Königtum, was dem damaligen Thronfolgerecht entsprach. Die späteren Geschichtsschreiber ließen Harald von Harald Hårfagre abstammen, aber eine sichere Kunde darüber hatten sie sicher nicht, vielmehr deutet die Anknüpfung an Harald Hårfagre über die sagenhafte Samin Snøfrid Svåsedotter und deren ebenso sagenhaften Sohn Sigurd Haraldsson Rise auf eine späte Konstruktion hin. Zwischen Onkel und Neffe kam es zum Konflikt, den die späteren Sagaverfasser allerdings herunterzuspielen versuchten. Harald verbündete sich zunächst mit Sven Estridsson, der sich zu der Zeit beim schwedischen König Anund Jakob aufhielt, gegen Magnus. Daraufhin kam es 1046 zu einem Vergleich zwischen Magnus und Harald, und Harald brach mit Sven. Nach diesem Vergleich sollte ein Doppelkönigtum eingerichtet werden, wobei Harald die Vorrangstellung in Norwegen erhalten sollte. Mit diesem Vergleich hatte Magnus die Gefahr eines gemeinsamen Angriffs von Sven Estridsson, Harald und dem schwedischen König abgewendet.

### Tod
1047 kam es zu einer Seeschlacht mit Sven Estridsson, wobei Magnus ihm eine schwere Niederlage beibrachte. Er verfolgte Sven nach Sjælland. Durch einen Sturz mit dem Pferd verletzte er sich so schwer, dass er starb. Auf dem Sterbebett überließ er Sven Estridsson die Herrschaft über Dänemark.
Magnus stand für die Sagaverfasser in der Tradition Olavs des Heiligen in dessen Eigenschaft als „gerechter König“.